# Абуладзе, Тенгиз Евгеньевич
Тенги́з Евге́ньевич Абула́дзе (груз. თენგიზ ევგენის ძე აბულაძე; 31 января 1924[…], Кутаиси — 6 марта 1994[…], Тбилиси) — советский и грузинский кинорежиссёр, педагог.
Абуладзе наиболее известен своей трилогией фильмов, посвященной моральным и социальным вопросам: «Мольба» (1967) — «Древо желания» (1976) — «Покаяние» (1984). Фильм «Покаяние» принес Абуладзе мировую известность и стал символом гласности в позднем СССР. Народный артист СССР (1980).

## Биография

### Молодость и первые фильмы
Тенгиз Абуладзе родился 31 января (по другим источникам — 1 января) 1924 года в Кутаиси.
Окончил железнодорожный техникум, затем Тбилисский театральный институт (1943—1946), где его преподавателями были Георгий Товстоногов и Дмитрий Алексидзе. В 1953 году окончил ВГИК (мастерская Сергея Юткевича и Михаила Ромма). Во ВГИКе занимался также у Сергея Эйзенштейна, Льва Кулешова, Александры Хохловой, Александра Довженко. Дипломной работой стал короткометражный документальный фильм о дирижёре Дмитрии Аракишвили.
С 1953 года — режиссёр киностудии «Грузия-фильм».
В 1955 году совместно с Резо Чхеидзе сняли фильм «Лурджа Магданы» по рассказу Екатерины Габашвили. Фильм рассказывает об осле, которого бросил умирать богатый и жестокий владелец и выходили дети бедной вдовы. Для фильма режиссёр изменил конец рассказа: если в рассказе после того, как богач заявляет претензии на осла, судья выносит справедливое решение в пользу вдовы, то в фильме подкупленный судья присуждает осла богачу. Режиссёр объяснял, что ему было необходимо показать драму, а не святочную историю. В 1956 году фильм был удостоен Специального упоминания на конкурсе короткометражных фильмов Каннского кинофестиваля как «Лучший фильм с вымышленным сюжетом», став первой за долгое время советской картиной, получившей признание на крупном западном кинофестивале.
Вторая работа режиссёра — бытовая драма «Чужие дети» — была создана в 1958 году под впечатлением от газетного очерка Н. Александровой, опубликованного в «Комсомольской правде», при этом режиссёр перенёс события в Грузию. Советские критики упрекали фильм в подражании итальянскому неореализму. Современные биографы режиссёр отмечают влияние неореалистов, а также наследовавших им кинорежиссёров М. Антониони и Ф. Феллини, но одновременно говорят и о собственном поэтическом языке режиссёра. Фильм также был удостоен почётных наград на международных кинофестивалях.

### Фильмы начала 1960-х
В 1962 году снял «грустную комедию» «Я, бабушка, Илико и Илларион» — экранизацию одноимённого романа Нодара Думбадзе. Фильм вышел в широкий прокат и принёс режиссёру всесоюзную популярность. Михаил Ромм высоко оценил фильм, отметив одновременное сочетание в картине юмора и философии грузинского народа.
В 1960-х режиссёр замыслил фильм о грузинском художнике Нико Пиросмани. В главной роли он видел Серго Закариадзе. Режиссёр обращался за санкцией на съёмки фильма в Госкино, но не получил разрешения.

### «Мольба» и «Древо желания»
В 1967 году закончил фильм «Мольба» по произведениям Важи-Пшавела (поэмы «Алуда Кетелаури» и «Гость и хозяин»). В нём он соединил сюжеты о кровной вражде хевсуров и кистинов, притчу о столкновении Добра (Девы) и Зла, олицетворяемого духом Мацилом, и философские интермедии. Режиссёр считал «Мольбу» своим главным творением, обобщившим на философском уровне и содержание двух последующих фильмов трилогии — «Древа желания» и «Покаяния». «Мольба» почти не демонстрировалась в кинотеатрах в СССР, но в 1973 году получила Гран-при МКФ авторского фильма в Сан-Ремо (Италия).
В фильме «Ожерелье для моей любимой» (1971) по повести Ахмедхана Абу-Бакара режиссёр продолжил поиски новой поэтики, попытавшись соединить эксцентрику народного дагестанского сказа и философскую притчу. В совершенной форме эта поэтика воплотилась в фильме.
С 1974 года преподавал в Тбилисском театральном институте. Он был одним из инициаторов создания в институте кинофакультета, где вёл курс кинорежиссуры. Среди его учеников Темур Баблуани, Н. Джанелидзе. С этого же года он — первый художественный руководитель творческого объединения киностудии «Грузия-фильм».
В 1977 году закончил работу над фильмом «Древо желания» по мотивам рассказов Георгия Леонидзе. Фильм повествует о судьбе двух влюблённых в грузинской деревне начала XX века, юноши Гедиа и девушки Мариты. Деревенские старейшины хотят выдать Мариту за богача, и когда они застигают влюблённых вместе, то подвергают Мариту поношению, провезя её через деревню на осле и забросав грязью. И Гедиа, и Марита гибнут. Фильм принёс ему успех и в СССР, и за рубежом, был показан на многих кинофестивалях, где завоевал почётные награды. Иностранные обозреватели отмечали богатую цветовую гамму, мастерское переплетение сюжетных линий и шекспировский пафос истории Гедиа и Мариты.
В 1978 году, возвращаясь из Еревана с показа «Древа желания», попал в автокатастрофу. Его шофёр погиб, а он сам получил тяжёлые травмы и несколько месяцев лечился.

### «Покаяние»
Самым значительным его произведением стал фильм «Покаяние». Фильм был снят ещё в 1984 году, но лёг «на полку». В конце 1986 года, во многом благодаря личным усилиям первого секретаря Союза кинематографистов СССР Элема Климова, состоялся закрытый показ «Покаяния» в Доме кино, в начале следующего года картина вышла в широкий прокат. Демонстрация «Покаяния» стала знаковым явлением Перестройки в СССР.
В центре повествования история вымышленного диктатора Варлама Аравидзе и художника Сандро Баратели. Режиссёр придал Варламу узнаваемые черты А. Гитлера, Б. Муссолини и Л. Берии. После смерти Аравидзе Кетеван, дочь Сандро Баратели, расстрелянного в застенках, выкапывает тело диктатора и не позволяет похоронить, чтобы напомнить о его злодеяниях.
Стремился не только показать ужас тирании и в иносказательной форме рассказать о сталинских репрессиях, но в первую очередь об опасности затишья и застоя, которые сменяют диктатуру. В фильме их олицетворяет фигура Авеля Аравидзе — сына Варлама, который оберегает прошлое. По замыслу режиссёра, чтобы преодолеть свою историю и страх перед прошлым, народ должен пройти через покаяние. Такое покаяние переживает молодой сын Авеля Торнике, который кончает с собой, узнав правду о своём деде.
Фильм также был показан на кинофестивалях в СССР и за рубежом, где завоевал множество почётных наград, в том числе и Гран-при Каннского кинофестиваля.
С 1976 года — секретарь правления Союза кинематографистов Грузии.
Член КПСС с 1978 года. Народный депутат СССР (1989—1991).
В последние годы жизни не снимал кино.
Умер 6 марта 1994 года в Тбилиси. Похоронен в Дидубийском пантеоне.

### Семья
Отец — Евгений Моисеевич Абуладзе, врач. Мать — Александра Яковлевна Абуладзе, экономист, но занималась домашним хозяйством.
Жена — Мзия Махвиладзе, актриса. Сыновья: Гия (Георгий), архитектор; Каха, архитектор; Иракли, юрист. Внуки: Георгий, Мариам, Тамара. Невестка — Нана Джанелидзе.

## Характеристика творчества
Работы режиссёра отличало сочетание общефилософской проблематики и национальных грузинских мотивов (многие его фильмы — экранизация грузинской литературы). За яркость и выразительность образов его картины сравнивались с произведениями Нико Пиросмани и Питера Брейгеля.
Маргарита Кваснецкая отмечает две переходящих черты фильмов режиссёра. Первая — это женский образ, олицетворяющий абсолютное добро и гибнущий, но при этом одерживающий нравственную победу. Это Марита в «Древе желания», Нино Баратели в «Покаянии» и Дева в «Мольбе». Вторая — образ дороги как символа жизни, пути к познанию. В «Ожерелье для моей любимой» главный герой странствует, в «Лурдже Магданы» дорога неразрывно связана с судьбой ослика, в «Древе желания» Марита держит свой крестный путь по разбитой непогодой дороге. В «Покаянии» почти всё действие проходит в закрытом пространстве, однако в эпилоге героиня Верико Анджапаридзе задаёт знаменитый вопрос «Зачем нужна дорога, если она не ведёт к храму?».
Сочетание интеллектуального пути с интуитивными озарениями, изобразительной культуры с актёрскими открытиями, которые могут быть запечатлены только средствами кино, — основа режиссуры Абуладзе.

## Награды и звания
- Заслуженный деятель искусств Грузинской ССР (1961)
- Народный артист Грузинской ССР (1966)
- Заслуженный деятель искусств Дагестанской АССР (1972)
- Народный артист СССР (1980)
- Государственная премия Грузинской ССР им. Шота Руставели (1979)
- Ленинская премия (1988) — за трилогию художественных фильмов «Мольба» (1968), «Древо желания» (1976), «Покаяние» (1984) производства киностудии «Грузия-фильм»
- Орден Чести (1994)[27]
- Орден «Знак Почёта»(1966, 1971)
- Орден Трудового Красного Знамени (1976)
- МКФ в Канне (Специальное упоминание на конкурсе короткометражных фильмов как «Лучший фильм с вымышленным сюжетом», фильм «Лурджа Магданы», 1956)
- МКФ в Эдинбурге (Почётный диплом, фильм «Лурджа Магданы», 1956)
- МКФ в Хельсинки (Диплом, фильм «Чужие дети», 1959)
- МКФ в Лондоне (Диплом, фильм «Чужие дети», 1959)
- МКФ в Порретта-Терме (Приз, фильм «Чужие дети», 1960)
- МКФ короткометражных фильмов в Тегеране (Приз, фильм «Чужие дети», 1960)
- МКФ в Братиславе (Диплом  I степени, фильм «Я, бабушка, Илико и Илларион», 1964)
- ВКФ в Тбилиси (Диплом и Премия «За вклад в разработку жанра кинокомедии», фильм «Ожерелье для моей любимой», 1972)
- МКФ авторского фильма в Сан-Ремо (Главный приз, фильм «Мольба», 1974)
- ВКФ в Риге (Главная премия, фильм «Древо желания», 1977)
- МКФ в Тегеране (Пластина «Золотой тур» за режиссуру, фильм «Древо желания», 1977)
- МКФ в Карловых Варах  (Специальный приз, фильм «Древо желания», 1978)
- Национальная кинопремия Италии «Давид ди Донателло» (За лучший зарубежный фильм года на экранах Италии, фильм «Древо желания», 1979)
- Международный фестиваль романтических фильмов в Кабурге (Франция) (Приз, фильм «Древо желания», 1983)
- ВКФ в Киеве (Приз и Диплом за лучшую кинокомедию, фильм «Ожерелье для моей любимой», 1984)
- ВКФ в Тбилиси (Главный приз, фильм «Покаяние», 1987)
- МКФ в Канне (Гран-при, фильм «Покаяние», 1987)
- МКФ в Канне (Приз Международной федерации кинопрессы (ФИПРЕССИ), фильм «Покаяние», 1987)
- МКФ в Канне (Приз экуменического (христианского) жюри, фильм «Покаяние», 1987)
- МКФ в Чикаго (Специальный приз, фильм «Покаяние», 1987)
- Премия «Ника» в номинациях: «Лучший игровой фильм», «Лучшая режиссёрская работа», «Лучшая сценарная работа» (совм. с Н. Джанелидзе и Р. Квеселава) (фильм «Покаяние», 1987)
- Приз критики лучшему зарубежному фильму года в Польше (фильм «Покаяние», 1988)

## Фильмография

### Художественные фильмы
- 1955 — Лурджа Магданы (совм. с Р. Чхеидзе)
- 1958 — Чужие дети
- 1962 — Я, бабушка, Илико и Илларион
- 1967 — Мольба
- 1971 — Ожерелье для моей любимой
- 1977 — Древо желания
- 1984 — Покаяние

### Документальные фильмы
- 1953 — Дмитрий Аракишвили (документальный) (совм. с Р. Чхеидзе)
- 1954 — Государственный ансамбль народного танца Грузии (документальный) (совм. с Р. Чхеидзе)
- 1954 — Наш дворец (документальный) (совм. с Р. Чхеидзе)
- 1965 — Сванские и Тушетские зарисовки (документальный)
- 1972 — Музей под открытым небом (документальный телефильм)

- 1953 — Дмитрий Аракишвили (документальный)
- 1954 — Наш дворец (документальный)[28]

### Художественные фильмы
- 1958 — Чужие дети (совм. с Р. Джапаридзе)
- 1962 — Я, бабушка, Илико и Илларион (совм. с Н. Думбадзе)
- 1966 — Кто придумал колесо? (совм. с А. Гребневым и Т. Мелиава)
- 1967 — Мольба (совм. с А. Салуквадзе и Р. Квеселава)
- 1971 — Ожерелье для моей любимой (совм. с Т. Мелиава и А. Абу-Бакаром)
- 1977 — Древо желания (совм. с Р. Инанишвили)
- 1984 — Покаяние (совм. с Н. Джанелидзе и Р. Квеселава)